# Kapitolinischer Tempel

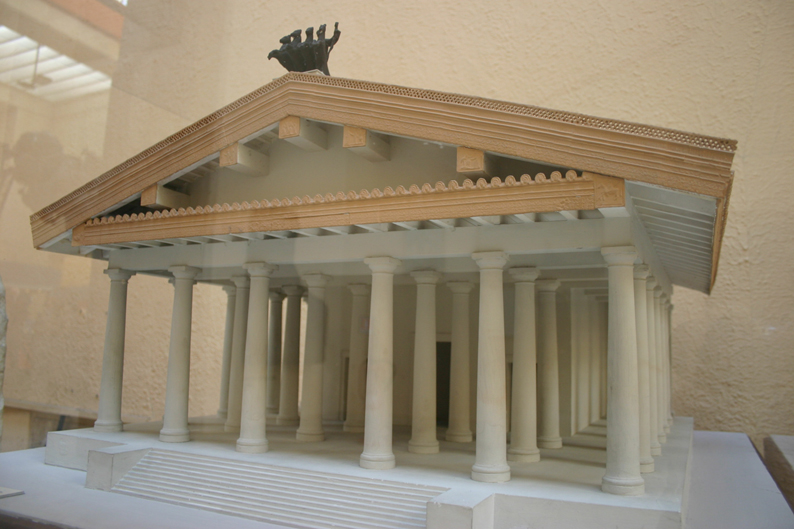
Rekonstruiertes Modell

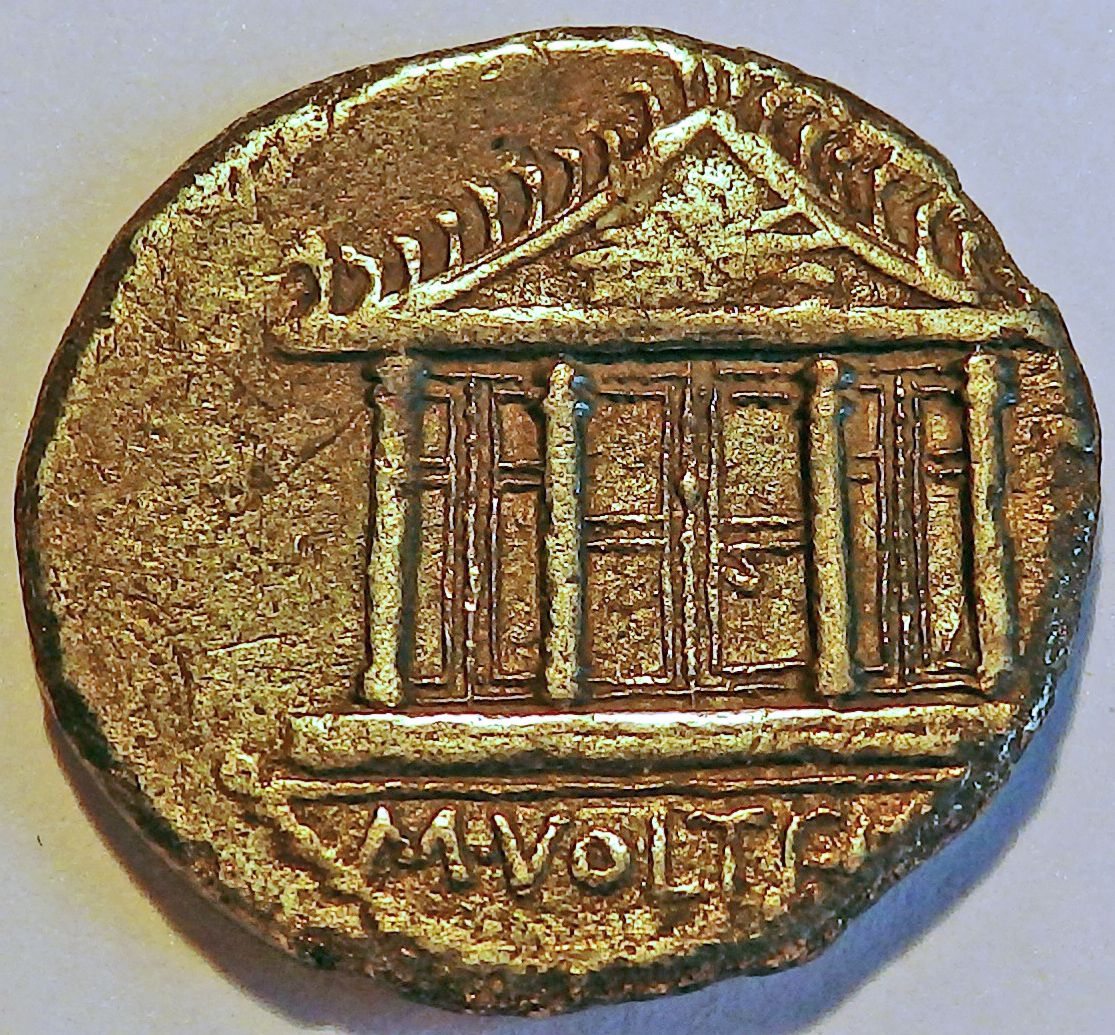
Tempel des Jupiter Optimus Maximus auf einem römischen Denar, 78 v. Chr., Albert 1280

Der Kapitolinische Tempel (lateinisch aedes Capitolina) war der in der römischen Antike auf dem südlichen Gipfel des Kapitol-Hügels in Rom befindliche Tempel der Kapitolinischen Trias, bestehend aus Jupiter Optimus Maximus, Juno Regina und Minerva. Ein diesen drei Gottheiten geweihtes Heiligtum wird als Kapitol bezeichnet. Da der Tempel hauptsächlich dem Jupiter Optimus Maximus gewidmet war, wird er auch als Tempel des Jupiter Optimus Maximus (lateinisch Aedes Iovis Optimi Maximi Capitolini) bezeichnet.
Im Tempel befanden sich die Kultbilder der Trias jeweils in einer eigenen Cella. Die Cella des Jupiter Optimus Maximus befand sich in der Mitte, Juno auf der linken und Minerva auf der rechten Seite. Darüber hinaus gab es weitere Kultbilder, vor allem solche mit Jupiter eng verbundener Götter, so zum Beispiel des Summanus. Auf dem Dach befand sich als Akroterion ein Bildnis von Jupiter, der eine Quadriga lenkt.
Der Bildschmuck des ursprünglichen Tempels bestand aus Terrakottastatuen, die nach Plinius dem Älteren von Vulca, einem etruskischen Künstler aus Veji, angefertigt worden waren.

## Baugeschichte

### Erster Bau
Der Tempel war nach Dionysios von Halikarnassos noch in der Königszeit von Lucius Tarquinius Priscus versprochen worden, der auch mit den Erdarbeiten für die Fundamente begann, was nach modernen Untersuchungen bei der Beschaffenheit der Hügelkuppe sehr schwierig gewesen sein dürfte.
Unter seinem Nachfolger Lucius Tarquinius Superbus, dem letzten König von Rom, wurde der Bau angeblich weitgehend fertiggestellt.
Eingeweiht wurde er aber gemäß der späteren Überlieferung im ersten Jahr der römischen Republik am 13. September 509 v. Chr. durch Marcus Horatius Pulvillus, den amtierenden Konsul, dem diese Ehre durch das Los zugefallen sei.
Nach Plutarch soll es sich bei dieser Tempelweihe zugetragen haben, dass Publicola, ein Konkurrent des Horatius, während des Ritus diesem (fälschlich) melden ließ, sein Sohn sei im Feldlager verstorben. Horatius aber, ein Muster altrömischer Aequitas, ließ sich nicht beirren und beendete ruhig die Zeremonie.
Das Kapitol war im Lauf der Geschichte mehrfach abgebrannt bzw. zerstört worden, wurde aber stets wieder auf den gleichen Fundamenten errichtet.
Die Grundfläche des Baus ist fast quadratisch und misst 62 m × 54 m. Inzwischen wurden bei Grabungen Teile der Fundamente freigelegt und sind heute zu besichtigen.
Über den genauen Grundriss der Anlage wird weiterhin heftig gestritten, so dass mehrere Vorschläge für Grundrisse nebeneinander bestehen.
Bis zu den Ausgrabungen war das vermeintliche Aussehen durch ein Relief bekannt, das den Kaiser Mark Aurel mit Familienmitgliedern bei einer Opferszene zeigt. Im Hintergrund ist das Kapitol zu sehen. Der dort abgebildete Tetrastylos ist mit den Funden nicht zu vereinbaren.

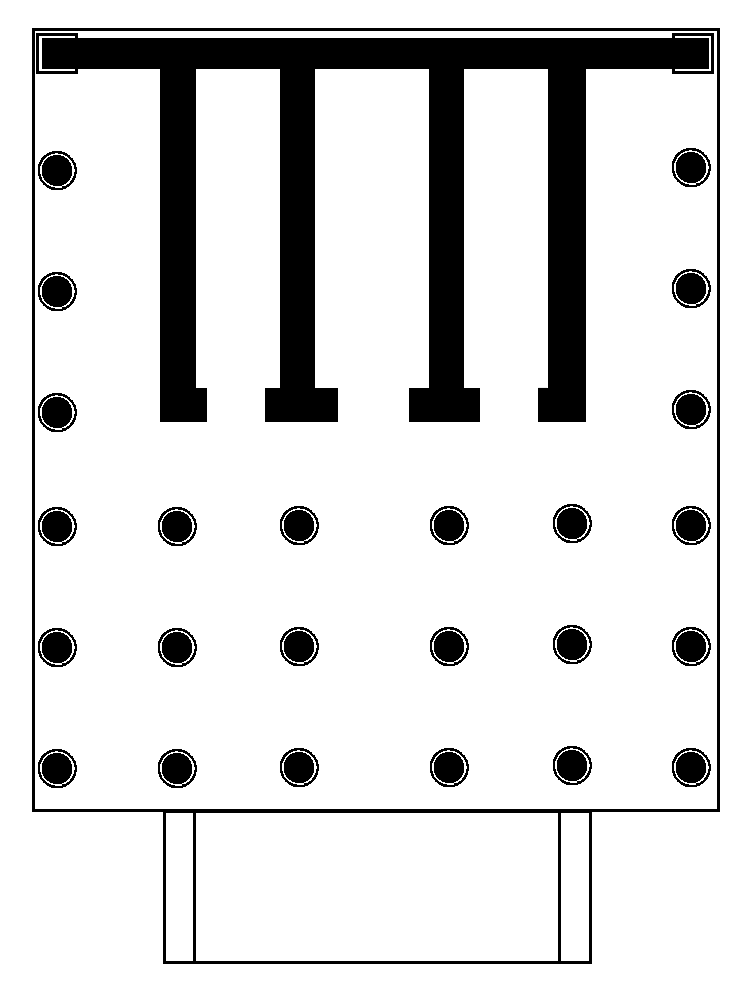
Grundriss
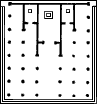
Alternativer Grundriss
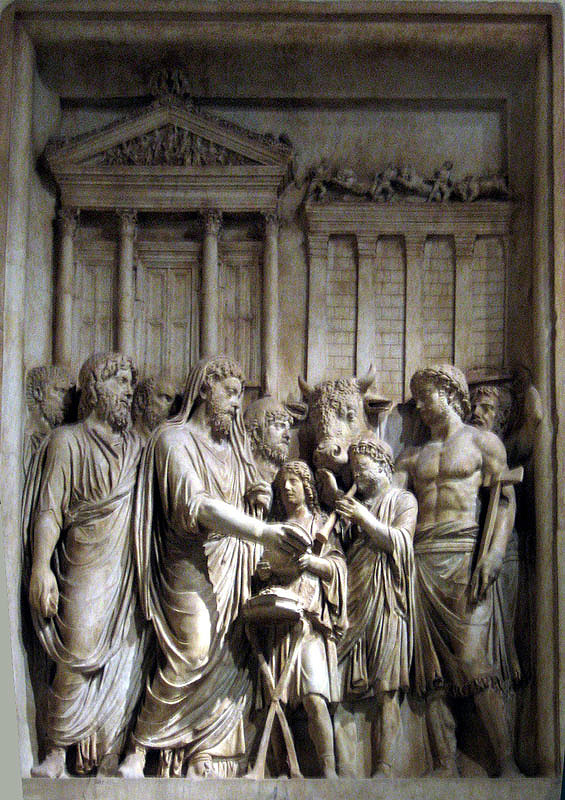
Opferszene mit Mark Aurel. Im Hintergrund das Capitolium

### Zweiter Bau
Ein erstes Mal wurde der Tempel 83 v. Chr., zur Zeit Sullas, während der römischen Bürgerkriege zerstört. Bei diesem Feuer verbrannten auch die Sibyllinischen Bücher, Schriften mit Orakelsprüchen aus sagenhafter Vorzeit, die bei krisenhaften Situationen des Staates konsultiert worden waren.
Der Neubau des Tempels wurde 69 v. Chr. durch Quintus Lutatius Catulus geweiht.
Der Grundriss blieb erhalten, die für den Bau verwendeten Materialien waren aber kostbarer.
In diesem zweiten Tempelbau verschanzten sich Brutus und die anderen Mörder Gaius Iulius Caesars. Von Augustus wurde der Tempel renoviert.

### Dritter Bau
Der zweite Tempelbau brannte am 19. Dezember 69 nieder, als es während des Vierkaiserjahres zu Kämpfen zwischen den Truppen Vespasian und den Verteidigern der Stadt kam.
Als neuer Kaiser beeilte sich Vespasian, den Tempel wieder aufzubauen, und beauftragte damit den Ritter Lucius Iulius Vestinus. Der Neubau – wiederum prächtiger als sein Vorgänger – wurde 75 geweiht.

### Vierter Bau
Bereits im Jahr 80 brannte der dritte Bau bei einem großen Feuer in der Stadt Rom nieder. Domitian, Kaiser seit 81, errichtete den vierten und prächtigsten Bau, der die folgenden Jahrhunderte überdauern sollte.
Sowohl das Dach als auch die Türen waren schwer vergoldet. Nach Plutarch betrugen allein die Kosten der Vergoldungen 12.000 Talente Silber, was eine ungeheure Summe gewesen wäre.
Mit dieser Vergoldung begann in der Spätantike auch der Ruin: Im 5. Jahrhundert ließ der Heermeister Stilicho die Goldplatten der Türen entfernen, Geiserich entfernte das Gold der Dachschindeln und Narses schließlich Teile des Statuenschmucks. In der Folge scheint das immer noch beeindruckende Gebäude langsam verfallen zu sein, bis es im 16. Jahrhundert von einer römischen Adelsfamilie überbaut wurde, als der Palazzo Caffarelli errichtet wurde.
Die Lage des Gebäudes geriet in Vergessenheit und im 17. und 18. Jahrhundert wurde der Tempel sogar auf dem nördlichen Teil des Kapitols, der arx, vermutet. Erst durch Grabungen ab der Mitte des 19. Jahrhunderts wurde das Capitolium wieder zweifelsfrei lokalisiert.

## Funde
Vom Gebäude sind heute nur noch Reste der Fundamente erhalten.
Ein freigelegtes Mauerstück des Fundamentes ist innerhalb des Konservatorenpalastes in einer eigenen Abteilung zu sehen.
Außerdem sind auf dem Piazzale Caffarelli und in der Via del Tempio di Giove einzelne Quader des Tempels zu sehen.

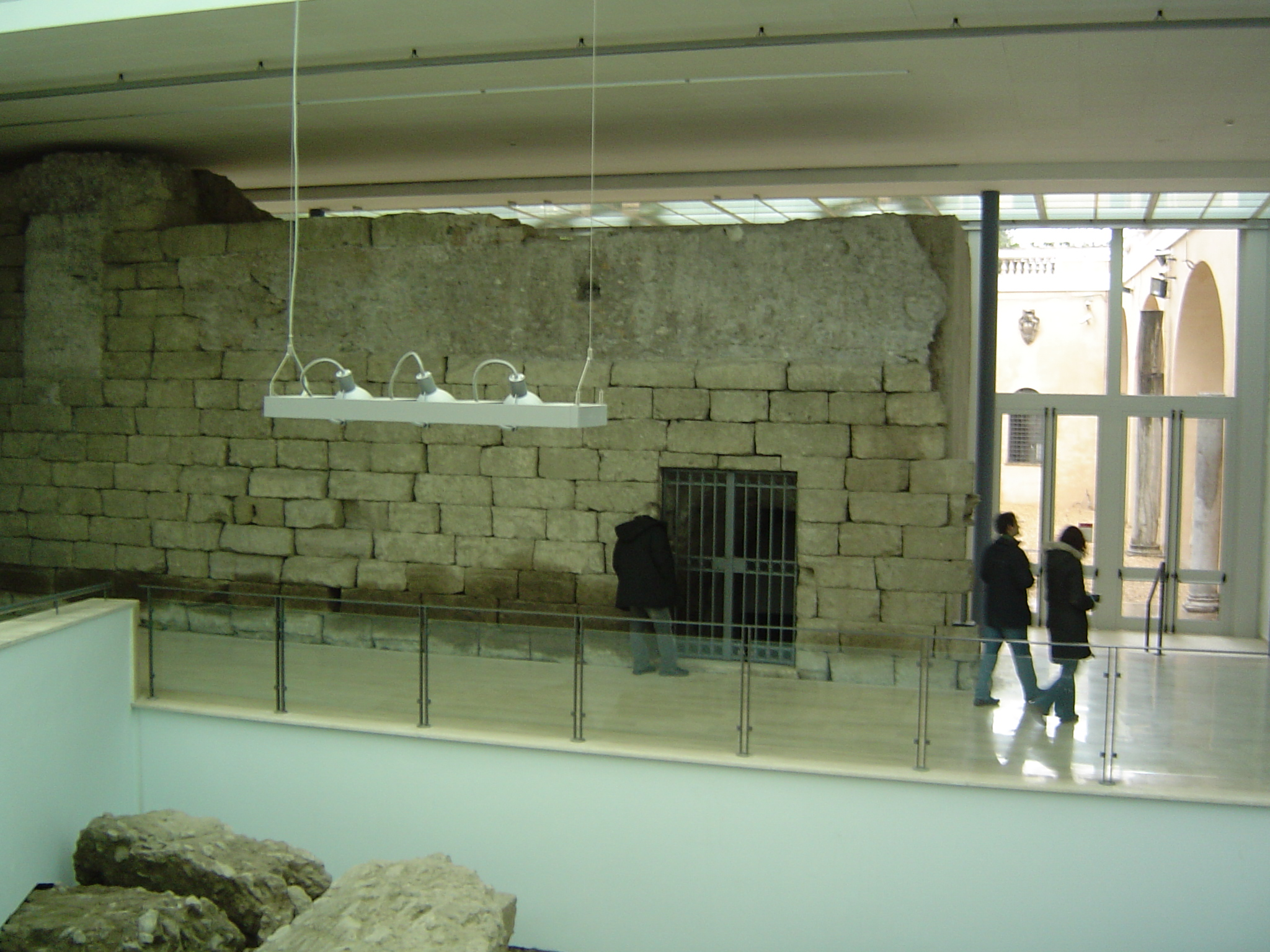
Ausstellungsbereich
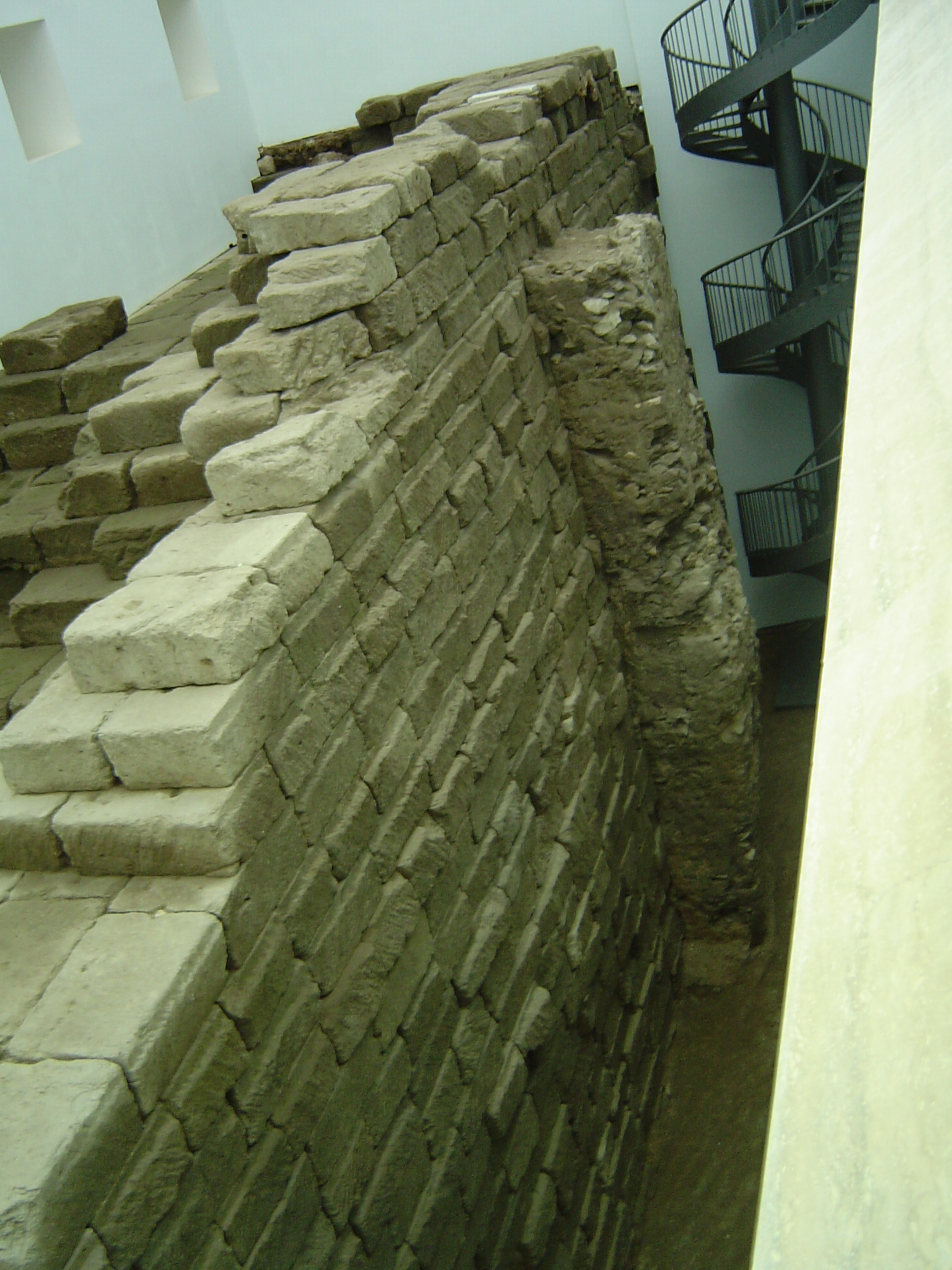
Fundamente